# 立方米
立方米，容量计量单位，符号为m³。工程上cum（cubic meter）表示。
1立方米的容量相当于一個長、寬、高都等于1米的立方体的体积，與1公秉的容積相等，也與1000000立方公分的體積相等。

## 容積單位換算
1 立方米 = 1 公秉 = 10 公石 = 100 公斗 = 1000 公升 = 10000 公合 = 100000 公勺 = 1000000 公撮（毫升）